# 八田数
八田数（はったすう、英: Hatta Number）は、化学工業におけるガス吸収操作に関する無次元量である。気液接触系で、気相内成分が液体に吸収される時、化学反応を伴う場合の吸収速度と、伴わない場合の吸収速度の比である。名称は八田四郎次に因む。反応吸収係数と呼ばれることもある。
一次不可逆反応の場合、八田数 Ha は次式で定義される。
{\displaystyle {\begin{aligned}&Ha={\frac {\gamma }{\tanh \gamma }}\\&\gamma =L{\sqrt {\frac {k}{D}}}\end{aligned}}}
- L = 境膜の厚さ (m)
- k = 反応速度定数 (1/s)
- D = 液相中の拡散係数 (m2/s)

なお、無次元量の本来の意義からは、γ 自体を八田数と呼ぶ方が自然であり、事実そのように定義する流儀もある。その場合、この無次元数は、反応速度と拡散速度の比であり、触媒反応におけるチーレ数とほぼ同一の意味となる。